# Севар (село)
Севар (болг. Севар) — село в Болгарии. Находится в Разградской области, входит в общину Кубрат. Население составляет 1 841 человек.

## Политическая ситуация
В местном кметстве Севар, в состав которого входит Севар, должность кмета (старосты) исполняет Несибе Хаккыева Кедикова (Движение за права и свободы (ДПС)) по результатам выборов правления кметства.
Кмет (мэр) общины Кубрат — Ремзи Халилов Юсеинов (Движение за права и свободы (ДПС)) по результатам выборов в правление общины.